# Goßwitz (Unterwellenborn)
Goßwitz ist ein Ortsteil der Gemeinde Unterwellenborn im Südosten Thüringens, unweit der Kreisstadt Saalfeld/Saale.

## Geografie
Der Ort liegt zwischen Feldern, Wald und Wiesen eingebettet. Seine geographische Höhenlage wird mit 420 m ü. NN angegeben, der Steinbiel als höchste Erhebung erreicht 505 m ü. NN.

## Geschichte
Aus der Geschichte des Saalfelder Erzbergbaus geht hervor, dass in den Fluren um Goßwitz schon in den Jahren um 1295 Bergbau auf Kupfer, Silber, Cobalt und Eisenerz betrieben wurde. Der Eisenstein lag zum Teil offen zutage und man holte ihn auf dem Waldpfad zwischen Goßwitz und Hohenwarte, dem sogenannten Eisensteinweg. Und noch heute gibt es in Goßwitz einen Platz, den man den Eisenstein nennt.
Man kann annehmen, dass dort, wo die Menschen Arbeit fanden, sie auch irgendwo wohnen mussten und hier eine Siedlung gründeten. Der hoch über Goßwitz entspringende Wutschenbach spendete den ersten Bewohnern, die nach vorherrschender Meinung Sorben waren, in jener Zeit wohl das notwendige Wasser.
Der Bach fließt durch Goßwitz und dann das ganze „Wutschental“ hinab nach Kaulsdorf, wo er in der Saale mündet. Man kann durchaus sagen, dass dieser Wutschenbach der Grund für die Entstehung des Ortes Goßwitz ist.
Im Staatsarchiv Rudolstadt findet man dann aber eine Urkunde vom 30. September 1381 des Grafen Heinrich von Schwarzburg und Herren zu Blankenburg, die den Nachweis der ersturkundlichen Erwähnung des Ortes Goßwitz, hier noch Gosswdtz genannt, liefert. Damit steht nun das urkundlich belegte Geburtsjahr des Ortes fest. In einer weiteren Urkunde vom 28. April 1471, ausgestellt in Costnitz (Kaiserlicher Gerichtshof zu Konstanz am Bodensee), wird der Ort Goswydtz neben anderen Dörfern wieder im Zusammenhang mit der Stadt Ranis erwähnt und auch im Türkensteuerregister des Amtes Saalfeld aus den Jahren 1521 ff. wurde der Ort Goßwitz bereits genannt.
Der Name Gosswdtz bzw. Goswydtz geht auf das altslawische „gosz“ zurück. Dies bedeutet „dichter Wald, Schutz, Obdach“. Mit der Endung „-witz“ – also „goszvice“, kann man den Namen mit „Walddorf“ umschreiben.
Auch die heute noch sehr gebräuchlichen Ausdrücke für Goßwitz – Gostz oder Goßsch – erinnern noch sehr an die o. g. altslawischen Namen (Quelle: Rudolstädter Heimathefte 11/12-1979).
Allmählich wurde Goßwitz immer größer. Im Personenregister des Jahres 1674 waren im Ort 22 Männer, 18 Knechte und Knäblein, 25 Frauen und 24 Mägde und Mägdelein verzeichnet, also insgesamt 89 Personen. 1871 waren es dann 525, 1885 schon 677, 1933 944, 1939 1050 und 1960 1105 Einwohner.
Die erste Kirche wurde 1543 in Goßwitz geweiht, 1717 folgte der Bau des zweiten Gotteshauses und schließlich zwischen 1868 und 1877 entstand die noch heute vorhandene Sankt Nikolaikirche. Seinen Ursprung nahm der Ort mit wenigen Häuser um den Platz, wo sich heute der Teich befindet. Goßwitz gehörte zusammen mit Groß- und Kleinkamsdorf als Exklave bis 1815 zum kursächsischen Amt Arnshaugk und kam nach dessen auf dem Wiener Kongress beschlossenen Abtretung an den preußischen Landkreis Ziegenrück, zu dem der Ort bis 1945 gehörte.
1793 wurde nahe der Buchaer Straße eine Bockwindmühle erbaut. Sie war bis 1889 in Betrieb und wurde 1896 abgebrochen.
Ihren Lebensunterhalt verdienten die Menschen fast ausschließlich im Bergbau. Angesichts der primitiven Abbaumethoden und der gesellschaftlichen Verhältnisse, gab es mit dieser harten Arbeit jedoch nur wenig zu verdienen. Man versuchte deshalb in den Familien durch Feldbestellung, Viehhaltung und auch Heimarbeit (Puppenherstellung) noch zusätzlich etwas zu verdienen. Kinderarbeit war dabei selbstverständlich, ob im Bergbau oder beim Tagelöhnern.
Der Nachbarort Bucha wurde am 1. Juli 1950 eingemeindet. Bucha und Goßwitz waren Ortsteile der Gemeinde Goßwitz. Dies hatte nach der Wende 1989/1990 auch weiterhin Bestand. Bei den ersten freien Kommunalwahlen 1990 wählten die Bürger aus Bucha und Goßwitz wieder einen gemeinsamen Gemeinderat und einen gemeinsamen Bürgermeister. Mitte der 90er Jahre trat die Gemeinde Goßwitz der Verwaltungsgemeinschaft Unterwellenborn bei, da man keinen hauptamtlichen, sondern nur noch einen ehrenamtlichen Bürgermeister aufgrund der zu geringen Einwohnerzahl (unter 3000) mehr wählen konnte. Die Verwaltungsgemeinschaft bestand neben Goßwitz/Bucha noch aus den Gemeinden Könitz, Lausnitz, Birkigt, Unterwellenborn mit den Ortsteilen Unterwellenborn, Oberwellenborn, Langenschade und Dorfkulm. Am 1. Februar 2006 gaben dann die o. g. Gemeinden ihre politische Eigenständigkeit auf und schlossen sich zu einer neuen Gemeinde Unterwellenborn mit ihren neuen Ortsteilen Unterwellenborn, Oberwellenborn, Könitz, Birkigt, Lausnitz, Langenschade, Dorfkulm, Bucha und Goßwitz zusammen.
→ Siehe auch St. Nikolaus (Goßwitz)

### Einwohnerentwicklung
| - 1994: 1365 - 1995: 1375 - 1996: 1350 - 1997: 1377 - 1998: 1358 - 1999: 1392 | - 2000: 1368 - 2001: 1375 - 2002: 1386 - 2003: 1383 - 2004: 1371 - 2018: 876 (ohne Bucha) |

Datenquelle: Thüringer Landesamt für Statistik

## Politik
In den Ortsteilen von Unterwellenborn gibt es z. Zt. noch Ortsteilräte und einen Ortsteilbürgermeister, in Goßwitz/Bucha wieder einen gemeinsamen Ortsteilrat und -bürgermeister, ebenso in Langenschade/Dorfkulm.

### Wappen
Dieses Wappen ist das gemeinsame Wappen für die ehemalige Gemeinde Goßwitz mit den Ortsteilen Goßwitz und Bucha. Es wurde von dem Goßwitzer Manfred Fischer gestaltet und am 10. Mai 1995 durch das Thüringer Landesverwaltungsamt genehmigt.
Das ursprüngliche Wappen von Goßwitz beinhaltet den schwarzen Adler auf rot/weißem Untergrund. Das Buchaer Wappen zeigt eine grüne Buche auf gelben Untergrund.
Mit dem neuen Wappen symbolisieren der Adler den Ortsteil Goßwitz, der Buchenzweig mit Blättern und Frucht den Ortsteil Bucha und die blauen Wellenbalken das Örtchen Saalthal, das zum Ortsteil Bucha gehört und am Hohenwarte-Stausee (Saale) liegt.
Blasonierung: „Durch einen blauen, unten silbern bordierten, Wellenbalken geteilt von Silber und Rot; oben ein wachsender schwarzer Adler mit goldenem Schnabel, unten ein goldener Buchenzweig mit zwei Blättern und einer Frucht.“